# Derbi Eslavoniano
El Derbi Eslavoniano (en croata: Slavonski derbi) es el que involucra a los dos equipos de fútbol más exitosos de la región de Eslavonia, los cuales son el NK Osijek de Osijek contra el HNK Cibalia de Vincovci.

## Historia
El primer enfrentamiento entre ambos equipos se dio el 24 de octubre de 1982 por la Primera Liga de Yugoslavia y terminó con victoria para el HNK Cibalia por 3-0, siendo solo en esa competición en la que se enfrentaron en 10 ocasiones con una leve ventaja del Cibalia. También se enfrentaron entre sí en 20 ocasiones en la Segunda Liga de Yugoslavia.
Tras la independencia de Croacia los enfrentamientos se dan con más frecuencia y con ello el derbi ha sido considerado como de "alto riesgo" debido a los conceptos de hooliganismo que ha adquirido por sus respectivos grupos de aficionados.

## Jugadores

### Anotaron con ambos equipos
- Josip Barišić (6 goles, 5 para Osijek y 1 para Cibalia)
- Hrvoje Plavšić (2 goles, 1 para Osijek y 1 para Cibalia)
- Ivica Šimunec (2 goles, 1 para Osijek y 1 para Cibalia)

### Jugaron para ambos equipos
- Dušan Alempić
- Marijan Antolović
- Davor Bajsić
- Ivan Baraban
- Josip Barišić
- Mario Barišić
- Danijel Bogdan
- Krešimir Brkić
- Davor Burcsa
- Tomislav Čuljak
- Ivica Duspara
- Radoslav Gusić
- Sejad Halilović
- Igor Hodonj
- Kristijan Knežević
- Ivica Kulešević
- Josip Lukačević
- Andrej Lukić
- Marko Malenica
- Goran Meštrović
- Josip Milardović
- Ivan Miličević
- Matija Mišić
- Ilica Perić
- Marko Pervan
- Hrvoje Plavšić
- Dejan Prijić
- Igor Prijić
- Tomislav Radotić
- Darko Raić-Sudar
- Tihomir Rudež
- Tomislav Steinbrückner
- Ivica Šimunec
- Tomislav Štrkalj
- Mario Tadić
- Igor Tkalčević
- Josip Tomašević
- Tomislav Višević
- Frane Vitaić
- Marijan Vuka
- Željko Vuković
- Zoran Zekić
- Matias Zubak

## Entrenadores que dirigieron a ambos equipos
- Branko Karačić
- Ivica Matković
- Stanko Mršić
- Ivo Šušak
- Tonko Vukušić